# Clusia fabiolae
Clusia fabiolae är en tvåhjärtbladig växtart som beskrevs av J.J. Pipoly. Clusia fabiolae ingår i släktet Clusia och familjen Clusiaceae. Inga underarter finns listade i Catalogue of Life.